# Erythrochiton sellatum
Erythrochiton sellatum är en skalbaggsart som först beskrevs av Jean Baptiste Lucien Buquet 1844.  Erythrochiton sellatum ingår i släktet Erythrochiton och familjen långhorningar.
Artens utbredningsområde är Paraguay. Inga underarter finns listade i Catalogue of Life.